# إبراهيم شكوري
إبراهيم شكوري (بالفارسية: ابراهیم شکوری) هو لاعب كرة قدم إيراني في مركز الدفاع، ولد في 16 فبراير 1984 في طهران في إيران. لعب مع نادي برسبوليس ونادي بيام وحدت خراسان ونادي سايبا.